# ジェリー&ザ・ペースメイカーズ
ジェリー&ザ・ペースメイカーズ（英語: Gerry and the Pacemakers）は、イギリスのロックバンド。主に1960年代前半に活動したバンドで、いわゆるマージービート（リバプールサウンド）に属する。1963年のデビューシングル『恋のテクニック』から3作連続で全英チャート1位を獲得するなど、高い人気を獲得。そのデビュー曲決定の経緯やプロデューサーがジョージ・マーティン、マネージャーがブライアン・エプスタインといった状況から、しばしばビートルズとの関連で名前が挙がる事がある。また、3作目のシングル『ユール・ネバー・ウォーク・アロン』ではイングランド母国の代表的スポーツであるサッカーとも関係が深い（後述）。

## 概要
ジェリー・マースデン(1942〜2021)（ボーカル、ギター）を中心にジェリーの兄のフレディ・マースデン(1940〜2006)（ドラムス）やレス・チャドウィック(1943〜)（ベース）らが加わり1959年に「ジェリー・マースデン&ザ・マーズ・バーズ」 (Gerry Marsden and The Mars Bars) としてバンドを結成。後に「ジェリー&ザ・ペースメイカーズ」 (Gerry & the Pacemakers) と改称した。地元のリバプールを拠点としてバンド活動を行う。
ザ・ビートルズやザ・サーチャーズ、ロリー・ストーム&ザ・ハリケーンズ等と同時期にキャバーン・クラブでのギグや西ドイツのハンブルクのクラブで実力を磨き、人気を二分していた。ビートルズに続いてブライアン・エプスタインとマネージメント契約を交わし、さらにEMIレコード傘下のコロムビアとレコード契約。プロデューサーもジョージ・マーティンが担当した。

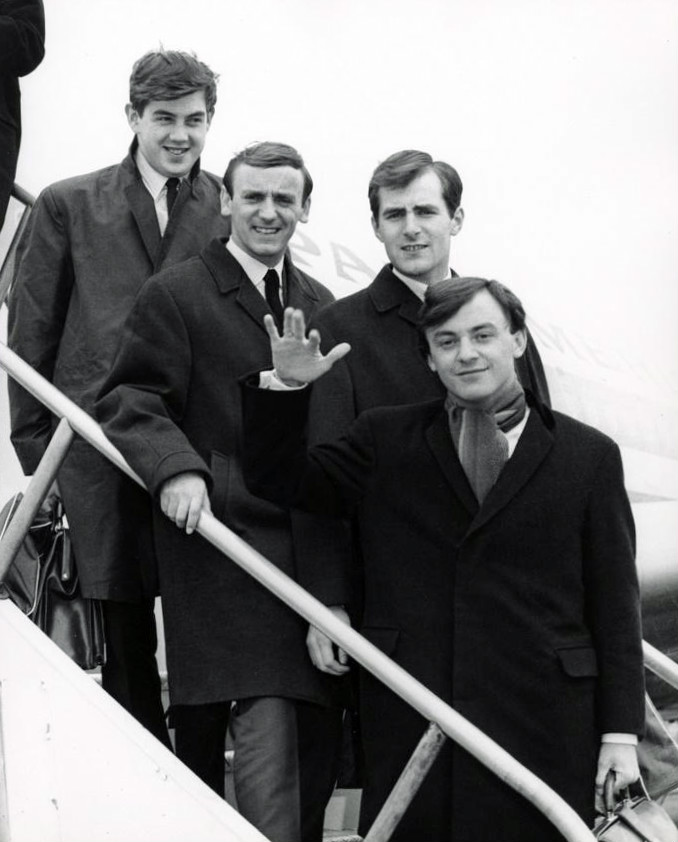
ジェリー&ザ・ペースメイカーズ（1964年）

1963年3月、ビートルズのメンバーがリリースを拒んだ「恋のテクニック」がマーティンによってペースメイカーズに渡され、デビューシングルとしてリリース。同年4月11日付けから3周連続で全英チャート1位となる。その後5月にビートルズの「フロム・ミー・トゥ・ユー」に抜かれるが、6月に2作目シングル「I Like It」でフロム・ミー・トゥ・ユーを抜いて再び1位に上がるなど、ヒット・チャートで競い合う状態が続いた。3作目のシングルで、元々はミュージカル「回転木馬」の為の曲だった「ユール・ネバー・ウォーク・アロン」も10月31日付けから4週連続で1位を獲得。この曲が地元のサッカークラブ「リヴァプールFC」の愛唱歌となり、そこから世界中のサッカーファンに知られるようになった。
1964年には「ブリティッシュ・インヴェイジョン」の一環としてデビュー曲の「恋のテクニック」がアメリカで再発売され、ビルボードのシングルチャートで9位まで上昇した（1963年4月に1度リリースされたが、その時は100位以内に入らなかった）。アメリカでの最大のヒットは、バンドメンバーによる自作曲「太陽は涙が嫌い」で、全米4位を記録した。翌65年にも、ジェリー作「マージー河のフェリーボート」が全米6位を獲得。
しかしイギリスでは64年最初のシングル「I'm The One」が全英2位に留まった（下記ディスコグラフィーを参照）ことを境に失速。アメリカでも「マージー河〜」を最後にTop10入りは途絶え、1966年10月にグループは解散した。

## サッカーとの関係
3枚目のシングル「ユール・ネバー・ウォーク・アロン」はリヴァプールFCの愛唱歌として知られる。1960年代当時、ホームスタジアムのアンフィールドでハーフタイム中にこの曲を流したところ好評を博しリクエストが殺到し、このことがきっかけとなり、ゴール裏のサポーター（通称コップ）達に歌い継がれるようになった。
ジェリーは1985年に結成されたザ・クラウドというグループでリードボーカルを担当し「ユール・ネバー・ウォーク・アロン」を発表。同年5月に発生したブラッドフォードのスタジアムでの火災事故（ブラッドフォード・サッカー場火災）の被災者への見舞金に充てた。1989年にシェフィールドのヒルズボロ・スタジアムで発生した群集事故（ヒルズボロの悲劇）の際には被災者支援のために「マージー河のフェリーボート」を再レコーディングして発表し、UKチャートで3週連続1位を獲得した。

## ディスコグラフィー

### UK シングル
| 発売日     | A面                                                 | B面                       | 全英シングルチャート |
| ---------- | --------------------------------------------------- | ------------------------- | -------------------- |
| 1963年3月  | How Do You Do It? / 恋のテクニック                  | Away From You             | 1                    |
| 1963年5月  | I Like It                                           | It's Happened To Me       | 1                    |
| 1963年10月 | You'll Never Walk Alone                             | It's Alright              | 1                    |
| 1964年1月  | I'm The One                                         | You've Got What I Like    | 2                    |
| 1964年4月  | Don't Let the Sun Catch You Crying / 太陽は涙が嫌い | Show Me that You Care     | 6                    |
| 1964年9月  | It's Gonna Be Alright                               | It's Just Because         | 24                   |
| 1964年12月 | Ferry Cross the Mersey / マージー河のフェリーボート | You, You, You             | 8                    |
| 1965年3月  | I'll Be There / いつでも君と                        | Baby You're So Good To Me | 15                   |
| 1965年11月 | Walk Hand in Hand                                   | Dreams                    | 29                   |
| 1966年2月  | La La La                                            | Without You               | -                    |
| 1966年9月  | Girl on a Swing                                     | A Fool to Myself          | -                    |
| 1974年4月  | Remember (The Days of Rock and Roll)                | There's Still Time        | -                    |

### UK アルバム
| 発売日     | タイトル                 | 全英アルバムチャート |
| ---------- | ------------------------ | -------------------- |
| 1963年10月 | How Do You Like It?      | #2                   |
| 1965年3月  | Ferry Cross the Mersey † | #19                  |

† - サウンドトラックには他のアーティストが含まれる。

### US シングル
アメリカ合衆国ではローリー・レコードの下でイギリスでは未発表の複数のアルバムと2枚のシングルを製作した。こうしたことはビートルズやデイヴ・クラーク・ファイヴも同様に行っていた。最盛期には多くのシングルやアルバムがBillboard Hot 100やBillboard 200.にチャート入りをした。
| 発売日     | A面                                         | B面                      | Billboard Hot 100 |
| ---------- | ------------------------------------------- | ------------------------ | ----------------- |
| 1963年4月  | How Do You Do It?                           | Away From You            | -                 |
| 1963年6月  | I Like It                                   | It's Happened To Me      | -                 |
| 1963年12月 | You'll Never Walk Alone                     | It's Alright             | -                 |
| 1964年1月  | I'm the One                                 | You've Got What I Like   | 82                |
| 1964年5月  | Don't Let the Sun Catch You Crying          | Away From You            | 4                 |
| 1964年7月  | How Do You Do It? (Reissue)                 | You'll Never Walk Alone  | 9                 |
| 1965年1月  | I Like It（再レコーディング）               | Jambalaya                | #17               |
| 1965年3月  | I'll Be There                               | You, You, You            | 14                |
| 1965年5月  | Ferry Cross the Mersey                      | Pretend                  | 6                 |
| 1965年6月  | It's Gonna Be Alright                       | Skinny Minnie            | 23                |
| 1965年9月  | You'll Never Walk Alone（再レコーディング） | Away From You            | 48                |
| 1965年10月 | Give All Your Love to Me                    | You're the Reason        | 68                |
| 1965年12月 | Walk Hand in Hand                           | Dreams                   | -                 |
| 1966年3月  | La La La                                    | Without You              | 90                |
| 1966年6月  | Girl on a Swing                             | The Way You Look Tonight | 28                |
| 1966年10月 | The Big Bright Green Pleasure Machine       | Looking for My Life      | -                 |
| 1970年4月  | Don't Let the Sun Catch You Crying(Reissue) | Away From You            | -                 |

### US アルバム
- Don't Let the Sun Catch You Crying (1964年7月) #29
- Gerry & The Pacemakers' Second Album (1964年11月) #129
- Ferry Cross the Mersey [サウンドトラック] (1965年2月) #13
- I'll Be There! (1965年2月) #120
- Gerry & The Pacemakers' Greatest Hits (1965年5月) #44
- Girl on a Swing (1966年12月)
- The Best of Gerry & The Pacemakers (1979年7月)